# Tamuz
Tamuz (též tammuz; hebrejsky: תַּמּוּז‎) je desátý měsíc občanského a čtvrtý měsíc biblického židovského kalendáře. Jedná se o letní měsíc, který trvá 29 dní. Podle gregoriánského kalendáře připadá tamuz obvykle na červen–červenec. Jméno měsíce bylo převzato z babylonského kalendáře, ve kterém byl měsíc pojmenován po jednom z hlavních babylonských bohů Tamuzovi. Název měsíce se v Bibli nevyskytuje.

## Svátky v měsíci tamuz
- Půst 17. tamuzu – 17. tamuz
  - Tři týdny – bejn ha-mecarim – 17. tamuz – 9. av

## Járcajty
1. tamuzImre Benoschofsky (roku 5730 = 1970 o. l.)
3. tamuzMenachem Mendel Schneerson (roku 5754 = 1994 o. l.)
9. tamuzJekuti'el Jehuda Halberstam (roku 5754 = 1994 o. l.)
17. tamuzIsidor Böck (roku 5703 = 1943 o. l.)
19. tamuzJicchak ha-Levi Herzog (roku 5719 = 1959 o. l.)
20. tamuzSinaj Adler (roku 5780 = 2020 o. l.)
21. tamuzEfrajim Urbach (roku 5751 = 1991 o. l.)
23. tamuzMicha'el Chazani (roku 5735 = 1975 o. l.)
26. tamuzNehemias Trebitsch (roku 5602 = 1842 o. l.)
28. tamuzJosef Šalom Eljašiv (roku 5772 = 2012 o. l.)
29. tamuzRaši (roku 4865 = 1105 o. l.)